# Svartsyn
Svartsyn är ett svenskt black metalband bildat som Chalice år 1991. 1993 fick bandet sitt nuvarande namn. Draugen spelade under en kort tid trummor i Dark Funeral.

## Medlemmar
Nuvarande medlemmar
- Ornias – sång, gitarr, basgitarr (1993– )

Tidigare medlemmar
- Surth – gitarr (1994–1996)
- Kolgrim – basgitarr (1996–?)
- Draugen (Joel Andersson) – trummor (1996–2010)
- Whorth (Yonas Lindskog) – basgitarr (2001)

## Diskografi
Demo
- Rehearsal 1994 (1994)
- A Night Created by the Shadows (1995)
- Rehearsal 1997 (1997)
- Promo January 1999 (1999)
- Skinning the Lambs (2003)

Studioalbum
- The True Legend (1996)
- ...His Majesty (2000)
- Destruction of Man (2003)
- Bloodline (1998)
- Timeless Reign (2007)
- Wrath upon the Earth (2011)
- The True Legend (2012)
- Black Testament (2013)
- In Death (2017)

EP
- Tormentor (7" vinyl) (1998)
- Genesis of Deaths Illuminating Mysteries (7" vinyl) (2012)
- Nightmarish Sleep (CD) (2014)

Samlingsalbum
- A Night Created by the Shadows... and the Resuscitation of Unspoken Rituals (2019)

Annat
- Kaos svarta mar / Skinning the Lambs (delad album: Arckanum / Svartsyn) (2004)